# Іваненко Дмитро Олексійович
Дмитро́ Олексі́йович Іване́нко (1859, село Китайгори, нині Великий Кобелячок Новосанжарського району Полтавської області — 1 січня 1943, Свердловськ, нині Єкатеринбург, Росія) — український і російський письменник, журналіст.

## Біографічні дані
Походив із родини священиків. Закінчив Полтавську класичну гімназію. У 1884 р. закінчив юридичний факультет Київського університету.
Від 1889 року — редактор неофіційної частини газети «Полтавские губернские ведомости». Завдяки Іваненку газета стала щоденною й набула громадсько-літературного спрямування.
Редактор газет «Полтавський вісник» (1902—1907), «Полтавский голос» (1907—1915).
За радянської влади викладав українську та російську літератури в трудовій школі.
У 1927 р. переїхав до Харкова, згодом — до Києва.
Батько дитячої письменниці Оксани Іваненко та фізика Дмитра Іваненка, дід дитячої письменниці Валерії Іваненко.
Помер в евакуації.

## Творчість
Автор театральних рецензій, статей, фейлетонів, сатиричних віршів.
Опублікував книгу вражень від поїздки в Москву «Літній відпочинок» («Летний отдых», 1899) та «Нотатки й спогади» («Записки и воспоминания», 1888—1908), присвячені історії громадського та культурного життя Полтави від 1888 до 1908 року.
Написав історичну повість для дітей «Івась Хмельниченко» (1928).
1969 року деякі вірші Іваненка опубліковано в збірнику «Стихотворная сатира первой русской революции (1905—1907)».